# 폭풍의 언덕 (2011년 영화)
폭풍의 언덕(Wuthering Heights)은 2011년 개봉한 영국의 로맨스 드라마 영화이다.

## 줄거리
영화 '폭풍의 언덕'은 리버풀 거리에서 발견되어 요크셔 황무지의 워더링 하이츠로 오게 된 히스클리프를 중심으로 전개된다. 이야기는 에밀리 브론테의 원작 소설을 따르지만, 특히 히스클리프와 캐서린의 어린 시절과 청소년기에 초점을 맞춘다. 영화는 히스클리프가 다인종 배우에 의해 연기되어, 원작에서 묘사된 "노예처럼 채찍질 당하는" 모습과 차별받는 그의 고통을 강조한다. 영화는 두 주인공의 성장 과정에서 겪는 감정적 격변과 사회적 불평등을 섬세하게 그려내며, 원작의 핵심적인 로맨틱하고 고딕적인 분위기를 유지하려 했다. 원작 소설의 묘사를 살려 히스클리프를 다인종 배우가 연기함으로써, 영화는 인종 문제에 대한 은유적인 메시지를 담기도 한다.

## 캐스팅
- 카야 스코델라리오 - Catherine Earnshaw
- 제임스 호슨 - Heathcliff
- 폴 힐턴 - Mr. Earnshaw
- 올리버 밀번 - Mr. Linton
- 스티브 이벳츠 - Joseph
- 니컬라 벌리 - Isabella Linton
- 솔로몬 글레이브 - Young Heathcliff
- 샤논 비어 - Young Cathy

## 수상
- 2011년 제68회 베니스국제영화제 수상 촬영상 (앤드리아 아널드)
- 2011년 제36회 토론토국제영화제 특별한 발표 부문
- 2011년 제55회 런던 국제 영화제 새 프랑스 영화
- 2011년 제22회 스톡홀름영화제 최우수 단편상
- 2012년 제32회 런던 비평가 협회상 영국기술공헌상
- 2012년 제38회 시애틀국제영화제 거장 감독
- 2012년 제28회 선댄스영화제 스팟라이트
- 2012년 제55회 샌프란시스코 국제 영화제 월드 시네마
- 2012년 제36회 홍콩 국제 영화제 독창적
- 2012년 제10회 자그레브 영화제 사이드 프로그램 - 그레이트 5
- 2012년 제59회 시드니 영화제 스페셜 프레젠테이션
- 2012년 제30회 뮌헨 국제영화제 시네마스터즈 경쟁
- 2012년 제2회 CINE ICON: KT&G 상상마당 배우기획전 CINE ICON
- 2018년 제21회 상하이국제영화제 영국영화 + 여성작가
- 2018년 제6회 무주산골영화제 상영작 - 판